# Servières
Servières korábbi község Franciaország Okcitánia régiójában, Lozère megyében. 2010-ben 182 lakosa volt.
2019. január 1-jén négy másik korábbi községgel egyesült és az így létrejött Monts-de-Randon új község része lett.

## Fekvése
Servières a Margeride-hegység nyugati előterében fekszik, Saint-Amans-tól 15 km-re délre, a megyeszékhelytől 17 km-re északra;  1000 méteres (a községterület 840-1265 méteres) tengerszint feletti magasságban, a Colagnet völgye felett. A falutól délkeletre magasodik a nagyrészt erdővel borított La Boulaine-hegység.
Északnyugatról Lachamp, északkeletről Rieutort-de-Randon, délkeletről Mende, délről Barjac; délnyugatról pedig Gabrias községekkel határos.
A községhez tartozik Chauvets, L´Espinas, Champclos, Les Andes, La Lichère és Baraque de la Grange.

## Története
A falu a történelmi Gévaudan tartomány Randoni báróságához tartozott.

### Demográfia
| Év   | Lakosság |
| ---- | -------- |
| 1793 | 700      |
| 1851 | 505      |
| 1876 | 550      |
| 1901 | 547      |
| 1936 | 342      |

| Év   | Lakosság |
| ---- | -------- |
| 1946 | 276      |
| 1954 | 222      |
| 1962 | 177      |
| 1968 | 152      |

| Év   | Lakosság |
| ---- | -------- |
| 1975 | 123      |
| 1982 | 124      |
| 1990 | 114      |
| 2010 | 182      |

## Nevezetességei
- Temploma a 19. században épült. Harangöntöde 1587-ből.[3]
- La Grange-kastély - a 16-17. század fordulóján épült.[4]
- A község területén három régi kőkereszt is található.
- Chauvets- és Saint-Félix-kápolnák (zarándokhely)
- Lou Ron de Las Fados-dolmen

## Lásd még
- Lozère megye községei

## Külső hivatkozások
- Nevezetességek (franciául)